# Amelie rennt
Amelie rennt (Arbeits- bzw. Alternativtitel Alpenbrennen) ist ein deutsch-italienischer Jugendfilm von Tobias Wiemann, der am 14. Februar 2017 im Rahmen der 67. Berlinale seine Premiere feierte. Im Film lernt die asthmakranke Amelie aus Berlin während eines Aufenthaltes in den Südtiroler Alpen, mit ihrer Krankheit konstruktiv umzugehen.
Der Kinostart in Deutschland erfolgte am 21. September 2017.

## Handlung
Die 13-jährige Amelie lebt in Berlin und lässt sich von niemandem etwas sagen, vor allem nicht von ihren getrennt lebenden Eltern, die ihr klarzumachen versuchen, dass sie ihr Asthma behandeln lassen muss. Obwohl sie ihre Krankheit hasst, weigert sie sich trotzig, etwas dagegen zu unternehmen, sondern fordert von allen anderen stattdessen Rücksicht ein. Auch als ihre Eltern sie nach einem besonders gefährlichen Anfall in eine Südtiroler Spezialklinik bringen, verweigert sie dort jegliche Teilnahme an der Therapie und hält sich aus der Gruppe heraus. Eines Nachts klettert sie aus dem Fenster ihres Schlafraumes, übernachtet im Freien und beschließt am nächsten Morgen, in die hinter dem Haus liegenden Berge zu gehen, da man sie dort nicht suchen wird.
Unterwegs trifft sie den 15-jährigen Bauernjungen Bart, den sie vorher schon einmal kurz beim Melken in einem Kuhstall gesehen hat. Zwar wartet seine Arbeit auf ihn und er möchte Amelie zunächst zurück in die Klinik bringen, doch wird ihm schnell klar, dass sie sich von ihrem Vorhaben nicht abbringen lässt. Er organisiert eine Vertretung und bietet an, mit ihr auf den Berg zu steigen. Sie begegnet auch ihm zunächst sehr schroff und ignoriert trotzig seine Ratschläge, was den Weg angeht. Dadurch bringt sie sich mehrmals in Lebensgefahr. Als sie in einem persönlichen Gedankenaustausch erkennt, dass Bart auch ohne Asthma kein einfaches Leben hat, beginnt sie ihre Einstellung zu hinterfragen, wegen ihrer Krankheit die ganze Welt zu hassen. Die Gemeinschaft mit dem bodenständigen Jungen, der ihre Launen mehr lachhaft als lästig findet, macht ihr bewusst, wie unvernünftig ihr Verhalten ist.
Währenddessen ist im Tal die Suche nach der vermissten Amelie in vollem Gange, woran sich auch ihre eilends angereisten Eltern beteiligen. Ihre Sachen, die sie unterwegs verloren hat, werden im Wildbach treibend gefunden, was das Schlimmste befürchten lässt.
Der Aufstieg strengt Amelie sehr an, zumal sie kurz vor dem Ziel ihr Asthmaspray verliert, aber sie lernt auch, ihren Stolz zu bezwingen und Hilfe anzunehmen. Als sie aufgeben will, trägt Bart sie einfach eine Strecke weiter. Das letzte Stück zum Gipfel steigt sie mit großer Mühe allein auf und genießt diesen Erfolg. Von da gehen die zwei weiter zum örtlichen Herz-Jesu-Feuer, dem wundertätige Kräfte nachgesagt werden. Die dort Anwesenden übermitteln die Nachricht, dass Amelie wohlauf ist, ins Tal.
Zum Schluss werden Amelie und Bart mit dem Hubschrauber ins Tal gebracht, wo Amelies Eltern schon auf sie warten. Amelie ist nun dazu bereit, ihr Asthma therapieren zu lassen. Ihre Mutter hat ihre bevormundende Einstellung überdacht und verspricht Amelie, dass sie von jetzt an ihr Leben selbst gestalten kann.
Der Titel entstammt einem Gespräch zwischen Amelie und Bart, in dem er ihr vorhält, sie habe solche Angst, dass sie gar nicht anders könne als den ganzen Tag zu rennen. Sie entgegnet schnippisch, sie renne nie, worauf er antwortet, „innen drin“ renne sie die ganze Zeit.

## Produktion

### Stab und Besetzung
Regie führte Tobias Wiemann, der für die Filmaufnahmen mit dem Kameramann Martin Schlecht zusammenarbeitete. Das Drehbuch schrieb Natja Brunckhorst. Brunckhorst arbeitete in der Vergangenheit selbst als Schauspielerin und hatte in dem Jugendfilm Christiane F. – Wir Kinder vom Bahnhof Zoo die Hauptrolle gespielt. Brunckhorst erklärte, ihre Tochter sei im Alter von 13 Jahren genauso trotzig, frech, rotzig und störrisch gewesen wie Amelie im Film, und habe daher irgendwie als Vorlage für die Hauptfigur gedient.
Die Nachwuchsschauspielerin Mia Kasalo übernahm im Film die Rolle der Titelfigur Amelie. Der aus Südtirol stammende Nachwuchsdarsteller Samuel Girardi ist in der Rolle von Bart zu sehen, mit dem Amelie auf ihrer Reise in Südtirol Bekanntschaft macht. Amelies Eltern Sarah und Lukas werden von Susanne Bormann und Denis Moschitto gespielt. Jasmin Tabatabai ist im Film in der Rolle der Lungenärztin Dr. Murtsakis zu sehen. Weitere Rollen wurden mit Jerry Hoffmann, Shenia Pitschmann, Lene Oderich, Leo Seppi, David Bredin und Christian Lerch besetzt.

### Finanzierung und Dreharbeiten

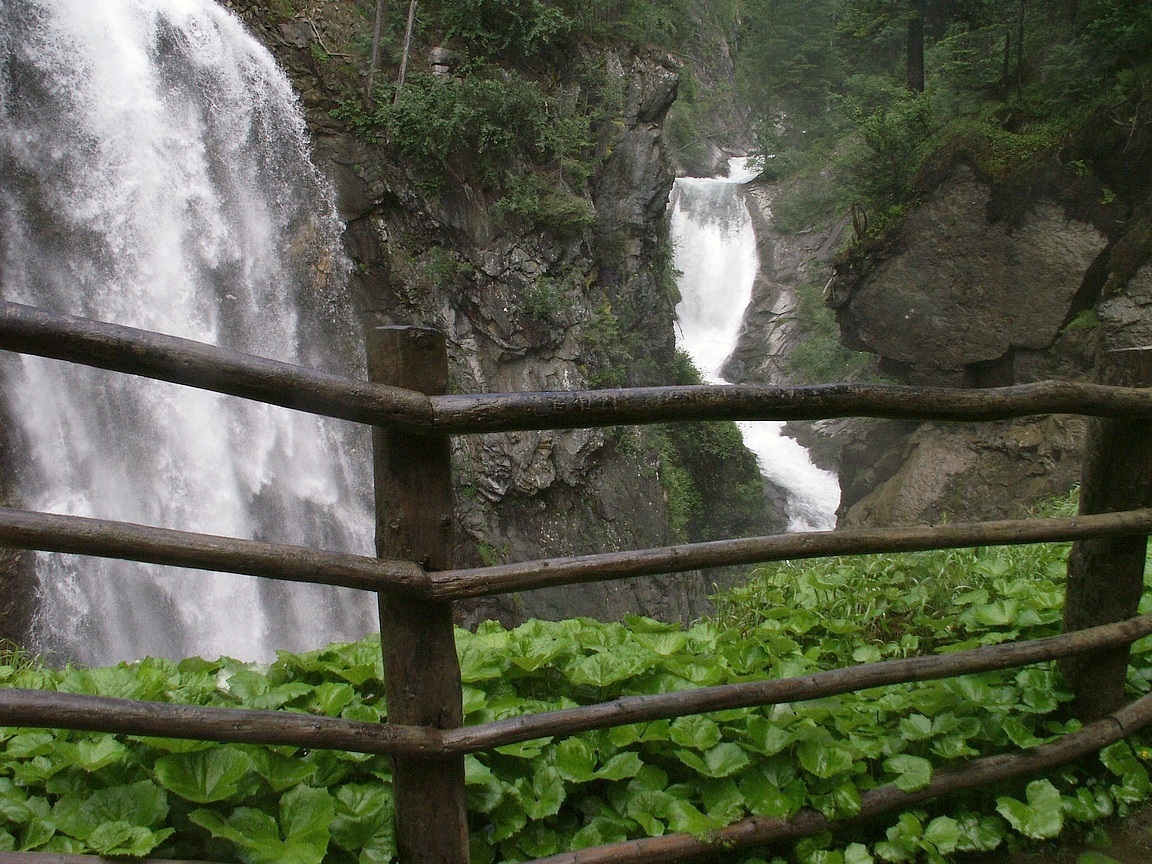
Die Dreharbeiten in Südtirol fanden unter anderem an den Reinbach-Wasserfällen bei Sand in Taufers statt

Innovation Development Marketing Südtirol und Alto Adige förderten die Produktion mit insgesamt 480.000 Euro, das Medienboard Berlin-Brandenburg mit 150.000 Euro und das Kuratorium junger deutscher Film gewährte eine Produktionsförderung in Höhe von 250.000 Euro. Von der Filmförderungsanstalt erhielt der Film eine Verleihförderung von 70.000 Euro.
Der Film wurde zwischen 24. Mai und 6. Juli 2016 in Deutschland und Italien gedreht und die Dreharbeiten haben in Berlin-Kreuzberg begonnen. Am Berliner Wannsee fanden später Innenaufnahmen statt. Ein Großteil der Aufnahmen erfolgte an 24 Drehtagen in  Südtirol, wo Aufnahmen an Schauplätzen wie den Reinbach-Wasserfällen bei Sand in Taufers und an der Burgruine Rafenstein in Jenesien oberhalb von Bozen am Eingang zum Sarntal entstanden, wo am 6. Juli 2016 auch der letzte Drehtag stattfand und die Dreharbeiten nach insgesamt 30 Tagen abgeschlossen wurden.

### Filmmusik und Veröffentlichung
Die Filmmusik wurde von Tobias Kuhn und Markus Perner komponiert.
Der Film wurde im Rahmen der 67. Berlinale (Sektion Generation Kplus) vorgestellt, wo er auch am 14. Februar 2017 seine Weltpremiere feierte und eine lobende Erwähnung erhielt. In der Jury-Begründung heißt es „Scharfsinnig und mit schnellen Dialogen beschreibt dieser Film die Entwicklung einer ungewöhnlichen Freundschaft zwischen zwei fesselnden Charakteren.“
In Südtirol wurde der Film im April 2017 im Rahmen des Filmfestivals Bozen vorgestellt. Im Mai 2017 wurde der Film beim FiSH Filmfestival gezeigt. Im Juni 2017 wurde der Film im Rahmen des Deutschen Kinder-Medien-Festivals Goldener Spatz im Wettbewerb Kino-TV gezeigt, aus dem er als Sieger hervorging. Am 21. September 2017 kam der Film offiziell in die deutschen Kinos. Ende September und Anfang Oktober 2017 wurde der Film im Rahmen Kindersektion des Zurich Film Festivals gezeigt.

## Rezeption

### Kritiken
Britta Schmeis von epd Film sagt, allzu Überraschendes halte das Wander-Road-Movie nicht bereit, dafür jedoch zwei großartige Hauptdarsteller, die atemberaubende Kulisse der Dolomiten und die fein arrangierte Musik von Tobias Kuhn. Regisseur Tobias Wiemann inszeniere dazu derart witzig und zugleich einfühlsam, dass der ein oder andere Bruch schnell verziehen sei, so Schmeis.
Von der Deutschen Film- und Medienbewertung wurde Amelie rennt mit dem Prädikat Besonders wertvoll versehen. In der Begründung heißt es: „Der Film trifft genau den Ton, in dem die Jugendlichen untereinander und mit Erwachsenen (großer Unterschied) reden und mit dem gleichen Einfühlungsvermögen wird auch das widersprüchliche, provokante und radikale Verhalten von Amelie dargestellt. […] Der Film ist bis in die Nebenrollen (Jasmin Tabatabai als Klinikärztin) glänzend besetzt und Mia Kasalo gelingt es in der Titelrolle, eine subtile Balance zwischen Aggressivität und Schwermut, Trotz und Verletzlichkeit, Todesverachtung und Lebenshunger zu halten.“
Das Lexikon des internationalen Films vergibt vier von fünf möglichen Sternen und resümiert, dass die „kantigen Figuren und die Interaktion der beiden Hauptdarsteller […] anfängliche dramaturgische Unebenheiten souverän aus[gleichen].“

### Einsatz im Unterricht
Im September 2017 wurde Amelie rennt von kinofenster.de als „Film des Monats“ präsentiert. Zudem bietet das Onlineportal Materialien zum Film für den Unterricht. Dort schreibt der Medienpädagoge Stefan Stiletto, vor allem in den ersten Szenen mache Amelie rennt sichtbar, was das Leben mit einer chronischen Krankheit wie Asthma bedeutet: „Überaus dramatisch wird der plötzliche Atemstillstand von Amelie inszeniert, der beinahe zu ihrem Tod führt und mit dem auch ihre beiden Klassenkameradinnen nicht umgehen können. Als Freundinnen will Amelie diese lieber nicht bezeichnen, ist sie doch fest davon überzeugt, dass sie sich nur aus Mitleid mit ihr abgeben.“ Zugleich schildere der Film so die soziale Auswirkung der Erkrankung und beleuchte auch die Scham, die für Amelie damit verbunden ist, so Stiletto, da sie um jeden Preis verhindern wolle, dass Bart sieht, wie sie beim Aufstieg unter Atemnot leidet: „Ihre Erkrankung ist ein Makel, den sie – erst recht in der Lebensphase Pubertät – überhaupt nicht gebrauchen kann.“
Im Frühjahr 2019 wurde der Film im Rahmen der SchulKinoWochen in Baden-Württemberg, Nordrhein-Westfalen und Bayern vorgestellt.

### Auszeichnungen
Deutscher Filmpreis 2018
- Auszeichnung als Bester Kinderfilm (Philipp Budweg, Thomas Blieninger und Martin Rattini)[27]

Internationale Filmfestspiele Berlin 2017
- Special Mention in der Sektion Generation Kplus[28]

Tiff Kids International Film Festival 2017
- Honourable mention in der Sektion Young People’s Jury Award (Alter 11 bis 13)[29]

Zlín Film Festival 2017
- Auszeichnung mit dem Golden Slipper – Hauptpreis für den besten internationalen Langfilm für Kinder

Internationales Filmfest Emden-Norderney 2017
- Auszeichnung mit dem NDR-Filmpreis[30]

Goldener Spatz 2017
- Auszeichnung im Wettbewerb Kino-TV als Bester deutschsprachiger Spielfilm für Kinder (Tobias Wiemann und Natja Brunckhorst)[31]

Cinema in Sneakers 2017

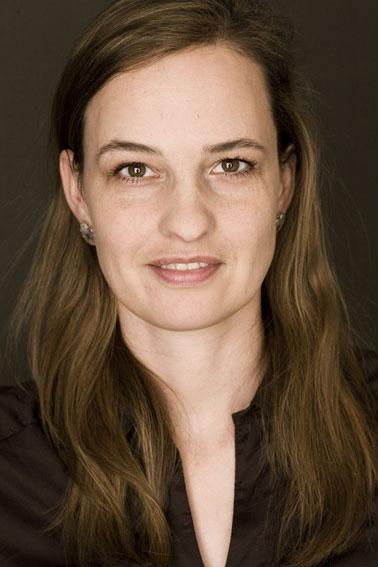
Natja Brunckhorst

- Golden Wanderer – Hauptpreis für den besten internationalen Langfilm und Publikumspreis
- ECFA Award der European Children’s Film Association-Jury

Isfahan International Festival of Films for Children & Young Adults 2017
- Auszeichnung für das Beste Drehbuch durch die internationale Jury (Natja Brunckhorst)
- Auszeichnung als Bester Internationaler Film durch die Kinder- und Jugendjury

Gilde-Filmpreis 2017
- Auszeichnung als Bester Kinderfilm[32]